# László Imre (nótaénekes)
László Imre (Csongrád, 1896. december 12. – Budapest, 1975. január 1.) magyar színész, nótaénekes.

## Élete
Rákosi Szidi színiiskolájában tanult. 1921 és 1924 között a Pécsi Nemzeti Színházban bonviván szerepeket játszott. 1926-tól a budapesti Royal Orfeumban lépett fel. Ettől az évtől kezdve magyarnóta-énekesként működött, kávéházakban, vendéglőkben énekelt, időnként saját zongorakísérettel. Hangját rengeteg lemez őrzi, korának egyik legnépszerűbb nótaénekese volt. Számos magyarnótát komponált (Leszállt a csendes éj, Száz szál piros rózsát, Vecsernyére szól a harang, Ütött-kopott öreg csárda, Csendes lett a falu rossza, Anyám szíve). Haláláig népszerű maradt.

## Dalai
- Leszállt a csendes éj (László Imre – Peszeky Ádám)[3]
- Száz szál piros rózsát... (Takáts Sándor – László Imre)[4]
- Vecsernyére szól a harang (László Imre – Pápai Molnár Kálmán)[5]
- Ütött-kopott öreg csárda (Zsabka Kálmán – László Imre)[6]
- Ne húzd, ne húzd azt a nótát (Csendes lett a falu rossza) (László Imre – Szávay Zoltán)[7]
- Anyám szíve (László Imre – Huszár József)